# پائولا میلیوجا
پائولا میلیوجا (انگلیسی: Paula Myllyoja؛ زادهٔ ۲۰ آوریل ۱۹۸۴) بازیکن فوتبال اهل فنلاند است.
وی همچنین در تیم ملی فوتبال زنان فنلاند بازی کرده‌است.